# Tabyn Bogd-Ola

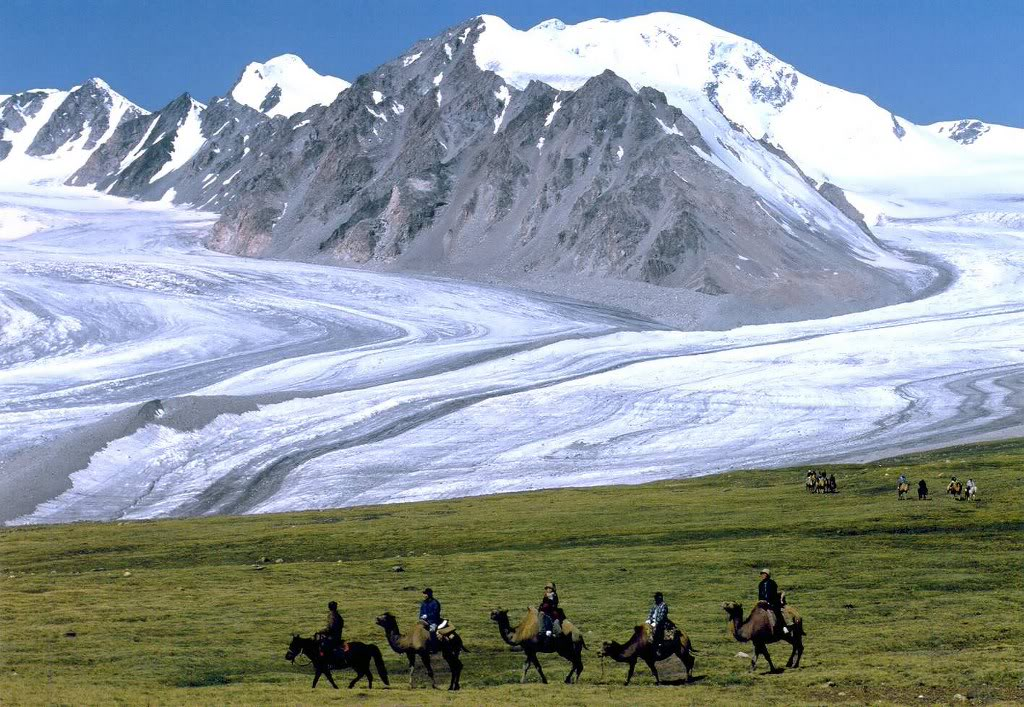

Il Tabyn Bogd-Ola, Tavyn-Bogdo-Ola, Tavan Bogd uul o Tavan-Bogdo-Ula (mongolo Таван богд уул, monte cinque santi; in russo Таван-Богдо-Ула?, Tavan-Bogdo-Ula; 塔彎博格多S, Tǎwān Bógé DuōP) è un massiccio dei monti Altaj sulla linea di confine tra la Cina, la Mongolia e la Russia.

## Descrizione
Il punto più alto del massiccio è il picco Hùjtėn (Хүйтэн оргил, "freddo"), 4 374 m, situato sul confine mongolo-cinese, uno dei cinque picchi nel massiccio Tavan Bogd.
Il picco Najramdal (Найрамдал оргил, "picco dell'amicizia"), alto 4 117 m è situato a nord dello Hùjtėn. Un suo picco minore, chiamato anche Tavan Bogd (Tavan Bogd Uul), alto 4 082 m, è il punto di confine tra Russia, Mongolia e Cina. Secondo accordi tripartiti, le coordinate di questo punto sono 49°10′13.5″N 87°48′56.3″E
Il massiccio comprende altre tre vette: Malčin (Малчин оргил, "guardiano"), alto 4 050 m, sul confine russo-mongolo; Bùrgėd (Бүргэд оргил, "picco aquila"), alto 4 068 m, situato a sud-est del picco Hùjtėn in territorio mongolo, e Ôlgij (Өлгий оргил, "culla"), 4 050 m.
Il massiccio è ricoperto da numerosi ghiacciai, il maggiore è il Potanin lungo 19 km, con un'area di 56,5 km² (in fase di ritiro).
Dal Tabyn Bogd-Ola si dipartono tre catene montuose: i monti Sajljugem (verso est) lungo il confine russo-mongolo; l'Altaj della Mongolia (verso sud) lungo il confine mongolo-cinese e la dorsale montuosa degli Altaj meridionali che corre verso ovest lungo il confine russo-cinese per poi entrare in Kazakistan. Verso nord, il Tabyn Bogd-Ola scende ripidamente sull'altopiano di Ukok nella Repubblica dell'Altaj.

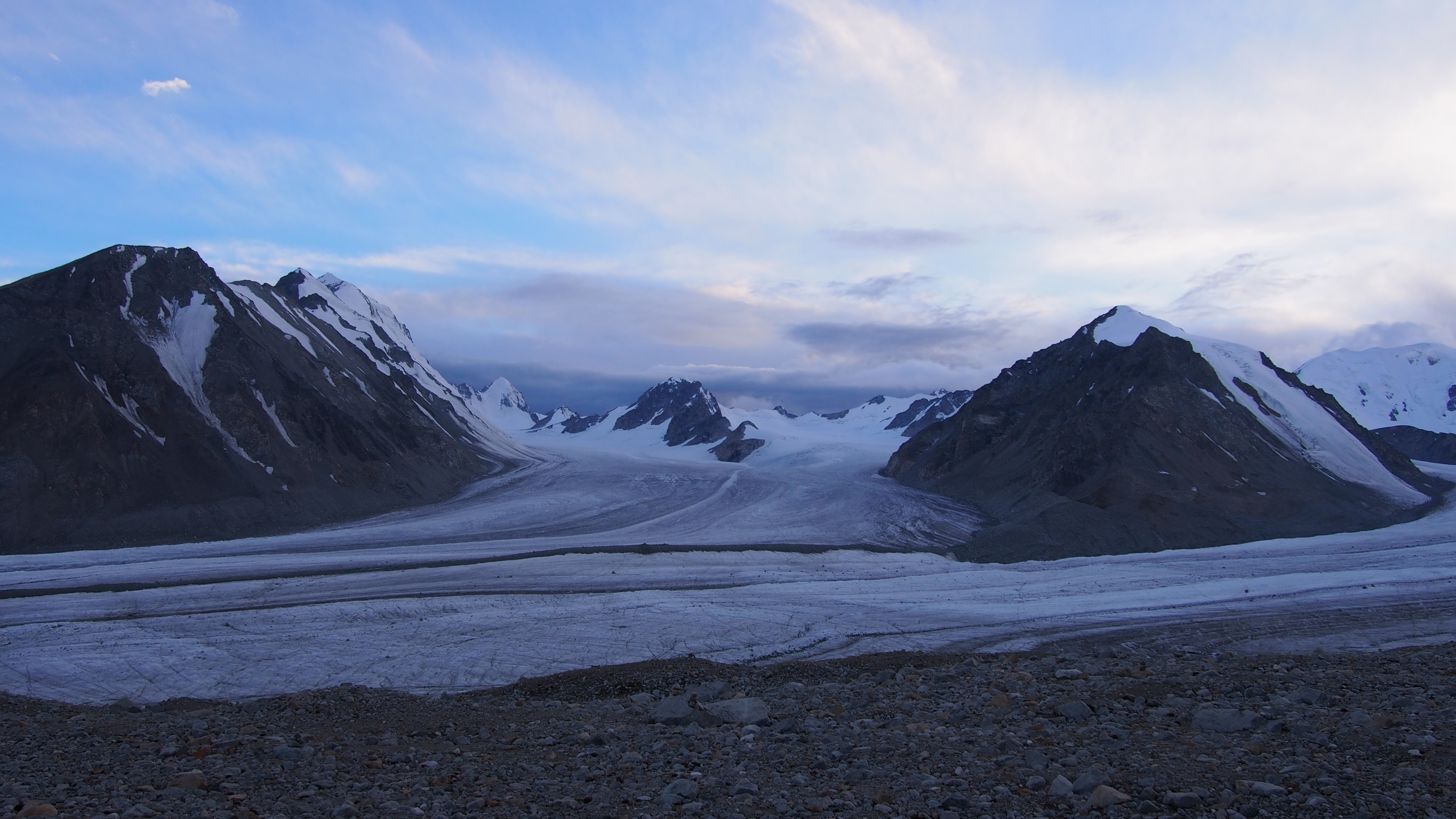
Ghiacciaio Potanin